# Фран (Эн)
Фран (фр. Frans) — коммуна во Франции, находится в регионе Рона — Альпы. Департамент — Эн. Входит в состав кантона Треву. Округ коммуны — Бурк-ан-Брес.
Код INSEE коммуны — 01166.

## География
Коммуна расположена приблизительно в 370 км к юго-востоку от Парижа, в 27 км севернее Лиона, в 45 км к юго-западу от Бурк-ан-Бреса.

## Климат
Климат полуконтинентальный с холодной зимой и тёплым летом. Дожди бывают нечасто, в основном летом.

## Население
Население коммуны на 2010 год составляло 1984 человека.
| 1962 | 1968 | 1975 | 1982 | 1990 | 1999 | 2010 |
| ---- | ---- | ---- | ---- | ---- | ---- | ---- |
| 478  | 528  | 752  | 1000 | 1549 | 1849 | 1984 |

## Администрация
| Период | Период | Фамилия         | Партия        | Примечания |
| ------ | ------ | --------------- | ------------- | ---------- |
| 1995   | 2008   | Бернар Жандо    |               |            |
| 2014   | 2020   | Марсьяль Тевене | Разные правые |            |

## Экономика
В 2010 году среди 1360 человек трудоспособного возраста (15—64 лет) 1008 были экономически активными, 352 — неактивными (показатель активности — 74,1 %, в 1999 году было 73,8 %). Из 1008 активных жителей работали 944 человека (507 мужчин и 437 женщин), безработных было 64 (34 мужчины и 30 женщин). Среди 352 неактивных 145 человек были учениками или студентами, 143 — пенсионерами, 64 были неактивными по другим причинам.

## Достопримечательности
- Церковь Св. Стефана (1436 год). Исторический памятник с 2008 года.[4]

## Фотогалерея

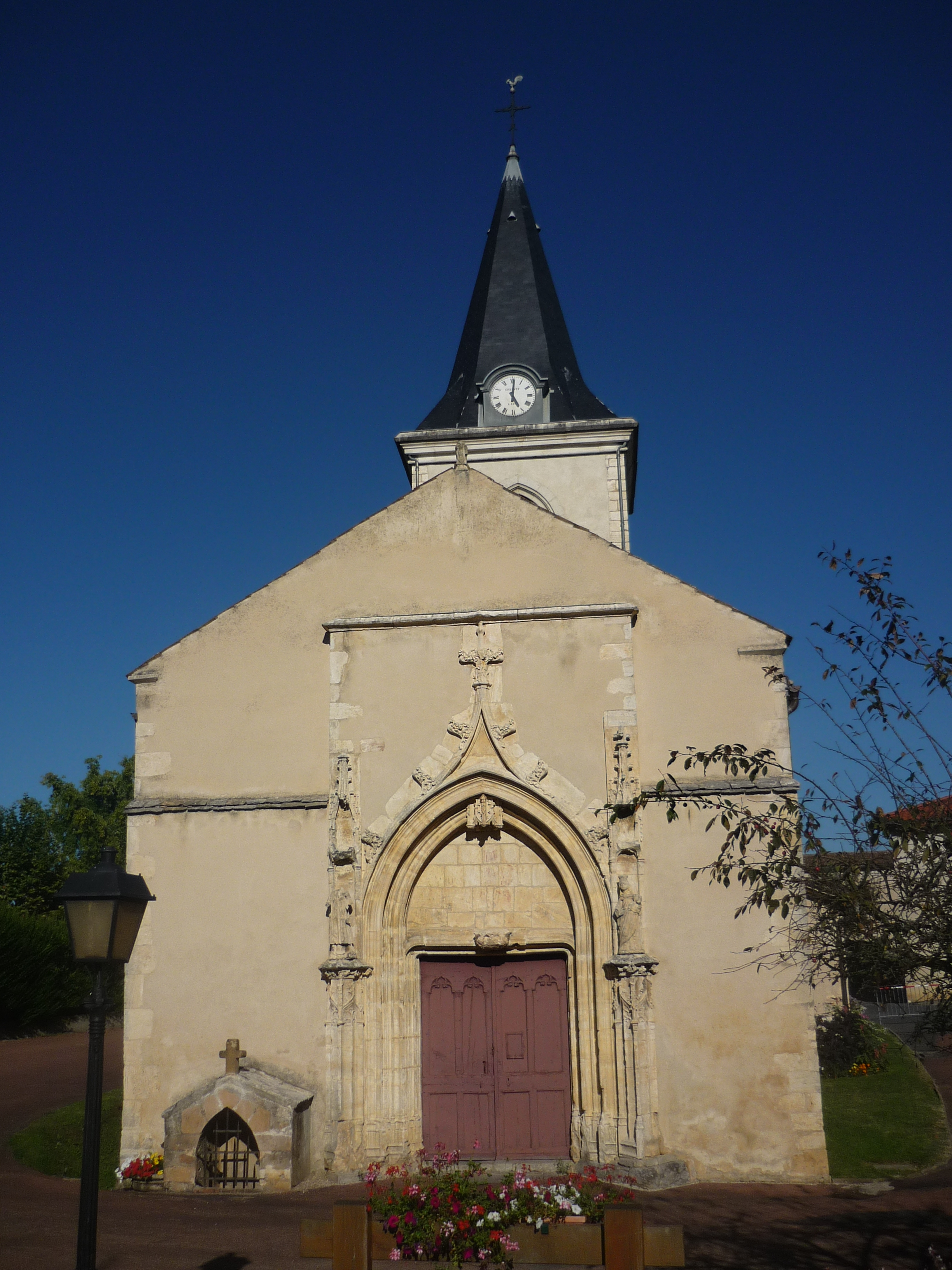
Церковь Св. Стефана
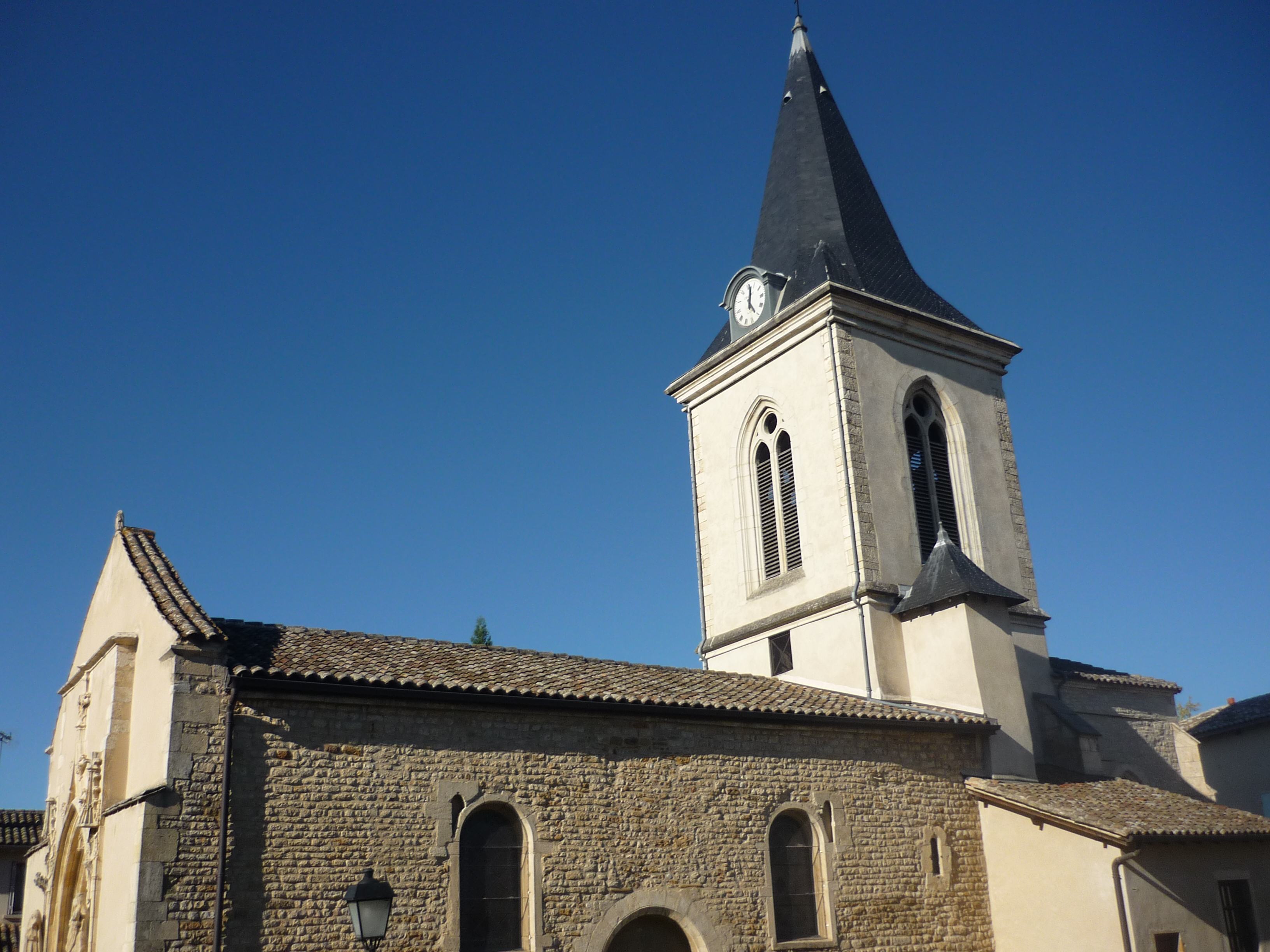
Церковь Св. Стефана
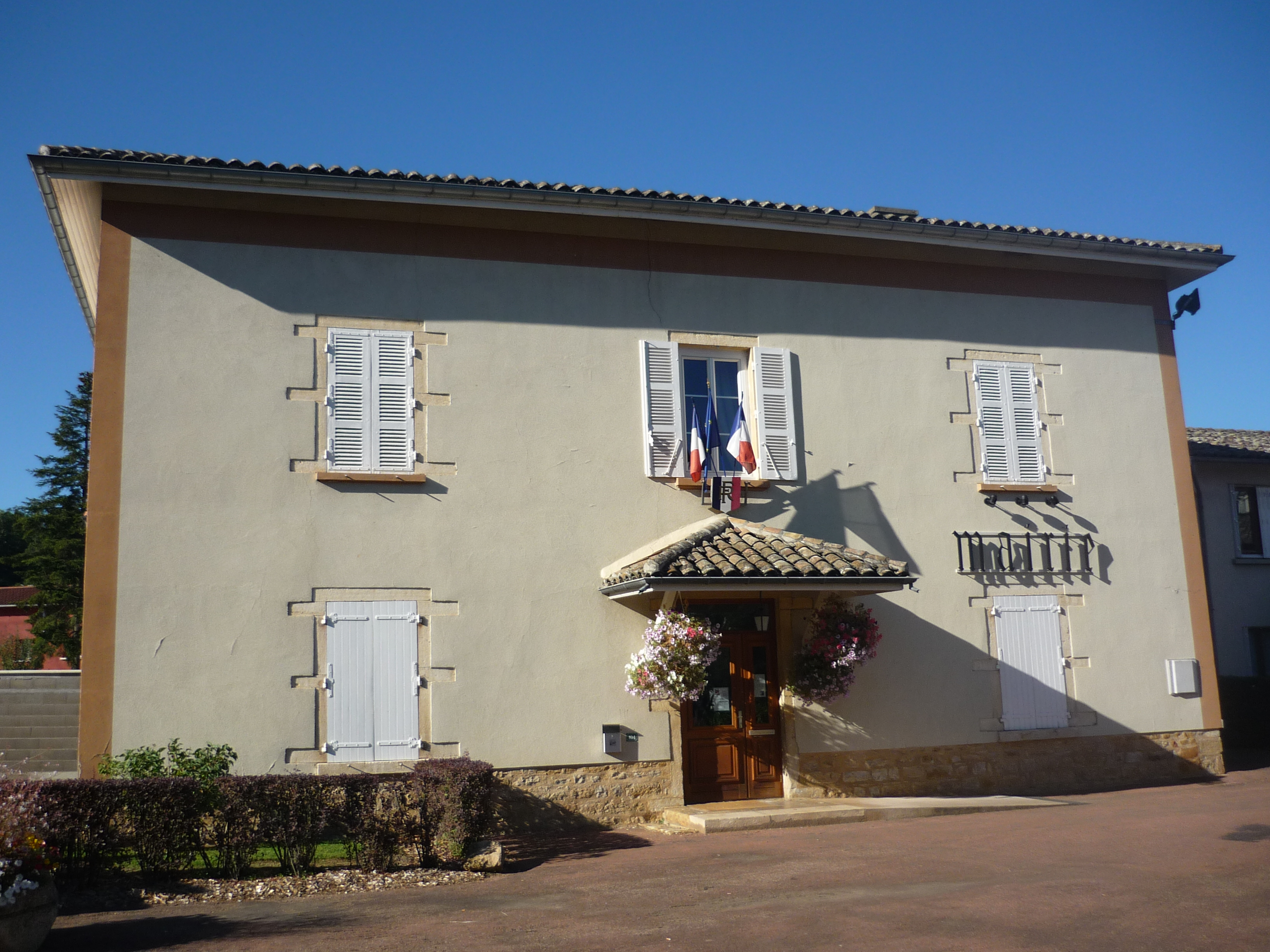
Мэрия
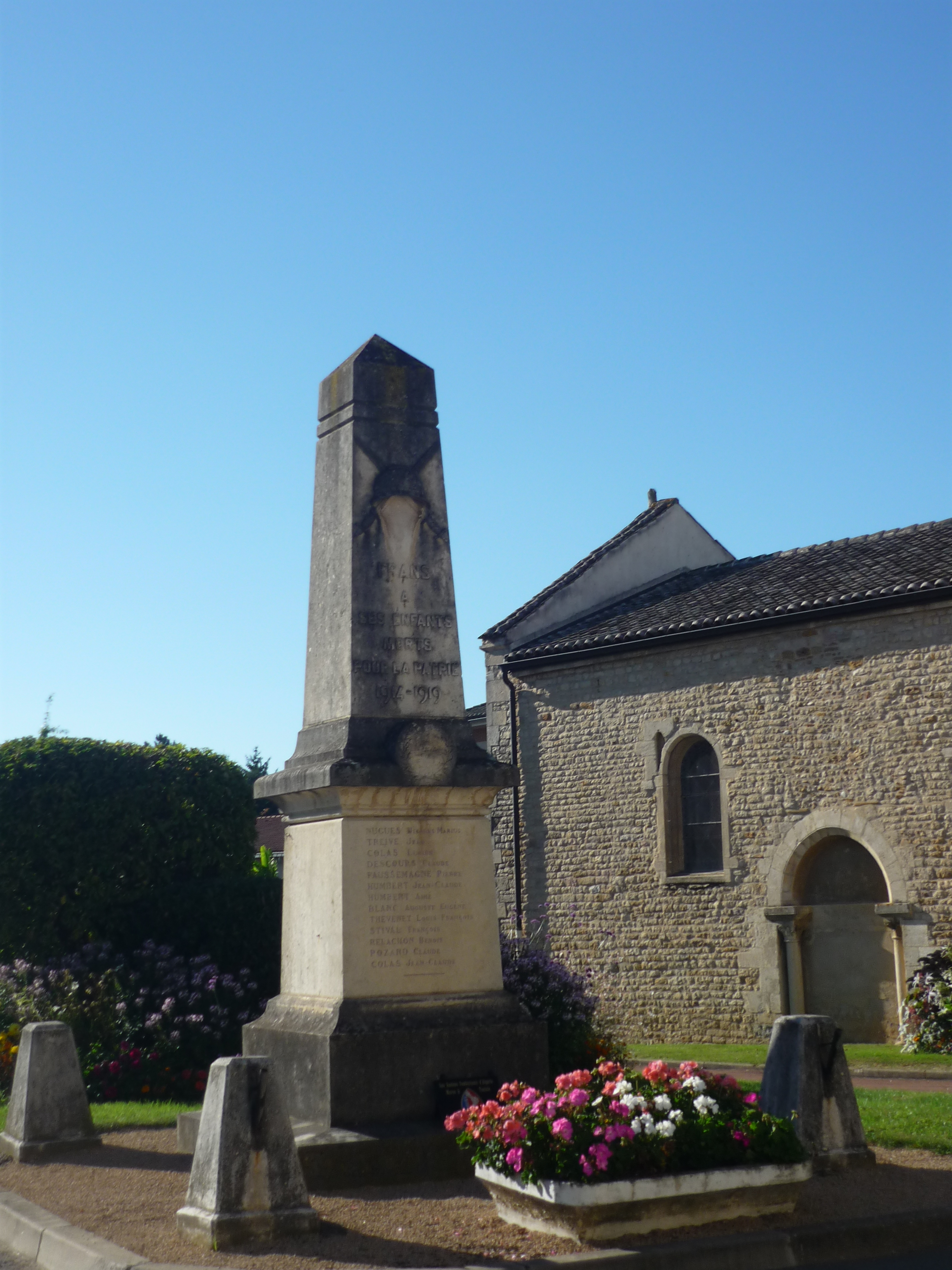
Военный мемориал
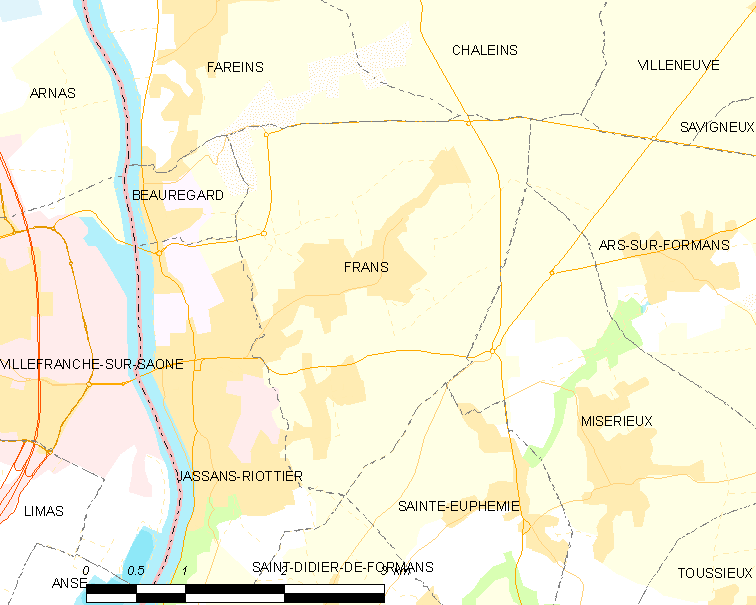
Карта коммуны